# André Citroën
André-Gustave Citroën (5. února 1878, Paříž – 3. července 1935) byl francouzský podnikatel a průmyslník s holandsko-polskými židovskými kořeny. V roce 1917 založil automobilovou továrnu, kde se až dodnes vyrábějí vozy s názvem Citroën.

## Rodina a mládí
Narodil se v Paříži v roce 1878 jako páté a nejmladší dítě židovským rodičům, obchodníkovi s drahými kovy a kameny Levie Citroenovi z Nizozemska a Masze Amelii Kleinmanové z Varšavy. Jeho bratranec byl britský filozof Sir A. J. Ayer (jediný syn jeho tety Reine).
Pocházel z rodiny obchodníků s citrusovými plody, jejíž jméno znělo původně Limoenman. Dědeček Andrého si však změnil jméno na Citroen - holandský výraz pro citrón. Jeho otec se později přestěhoval do Paříže. Zde si upravil francouzskou výslovnost svého jména přidáním dvou teček nad písmeno "e". Otec v důsledku obchodních neúspěchů spáchal v jeho šesti letech sebevraždu.
André si v mládí oblíbil knihy Julesa Vernea, které ho nejen díky vizionářství a zázrakům techniky inspirovaly po celý život. Studium na střední škole Concorde ukončil s velmi dobrým prospěchem a o 4 roky později začal se studiem na prestižní Polytechnické škole, kde v roce 1900 získal titul inženýra.[zdroj⁠?!]

## Šípové ozubení
Při návštěvě Polska – rodné země jeho matky si všiml unikátního řešení ozubených kol u čerpadel vody ze studní, které je odolné proti opotřebení a má tichý chod. Po návratu vložil veškeré své finanční prostředky do patentu ocelového šípového ozubení. Toto řešení převodů v motoru používá automobilka Citroën dodnes. Charakteristický profil tohoto ozubení tvoří i dvě obrácená „V“ v logu značky Citroën.

## Počátek pásové výroby
André Citroën byl průkopníkem v zavedení pásové výroby. Poprvé tento princip uplatnil při výrobě munice za první světové války pro francouzskou armádu. Zbrojovka byla poté proměněna na sériovou výrobnu jednoduchých a levných automobilů, které měly být od začátku dostupné široké veřejnosti. Prodeje prvního automobilu Citroën Type A se v roce 1920 zvýšily až na 12 000 ks.
Pásová výroba však nebyl jeho vynález. Inspiroval se v americké automobilce Henryho Forda.

## Moderní marketing
Citroën jako první nabízel zákazníkům řadu doplňkových služeb. Umožnil například prodej na splátky, objednávání náhradních dílů z katalogu, servis ve firemních garážích, technické zabezpečení, záruku jednoho roku či bezplatné prověrky po záběhu vozu.
Vsázel také na masivní reklamu, kterou již tenkrát spojoval se slavnými osobnostmi a velkými činy. Kvalitu svých vozů testoval na cestách přes písky Sahary. Do svých továren vodil turisty i celebrity na exkurze. Nad Paříží rozsvítil statisíce žárovek vykreslujících jméno značky Citroën. Stejný nápis vykroužil z dýmu nad pařížským nebem i letecký akrobat.
Dalším účinným marketingovým tahem byl vstup do oblasti dopravy a služeb pro veřejnost. Citroën založil spotřebitelskou úvěrovou společnost, pojišťovnu, autoškolu nebo autobusovou a taxikářskou dopravu. Firma také vybudovala tehdejší dopravní značení. Na 150 000 dopravních značkách se tehdy objevil nápis „Daroval Citroën“. Třešničkou na dortu byla už jen první továrna na zmenšeniny automobilů pro děti a prodej hraček z katalogu.

## Sociální programy pro zaměstnance
Spokojenost zaměstnanců byla pro Citroëna také důležitá. Samozřejmostí byla bezplatná podniková zdravotní péče a rodinné sociální programy. Matky mohly využívat služeb dětského lékaře, jeslí a dětských domovů. Ve firmě byly i kojící místnosti pro ženy s malými dětmi. Těhotné zaměstnankyně dostávaly měsíční příspěvky a po porodu měly placenou dovolenou, kterou mohly strávit ve firemním centru pro mladé matky.
Závod měl také sborovny, herní místnosti, gymnázium, šicí místnost, družstevní prodejnu a závodní jídelnu. André Citroën také zavedl první pracoviště pro invalidní zaměstnance a všem svým pracovníkům vyplácel 13. plat.

## Konec kariéry
Bleskový rozvoj firmy Citroën zastavila hráčská vášeň Andrého Citroëna, hospodářská krize ve 30. letech 20. století a nástup Adolfa Hitlera k moci. Tehdy firma vsadila na nový model s náhonem předních kol, aerodynamickou celokovovou karoserií, automatickou převodovkou a hydraulickými brzdami – Citroën Traction Avant. Risk však nevyšel a firma musela jít do konkurzu. 60 % akcií firmy převzal pneumatikářský koncern Michelin.
André Citroën byl díky svému hráčství a neschopnosti splácet účty požádán, aby vedení firmy opustil a odešel do důchodu. Tuto situaci nesl tehdejší ředitel značky velmi těžce. Jeho zdraví se rapidně zhoršovalo a 3. července 1935 umírá ve věku 57 let na rakovinu žaludku. Je pohřben na hřbitově v Montparnasse v Paříži.